# Aeroport de Bouarfa

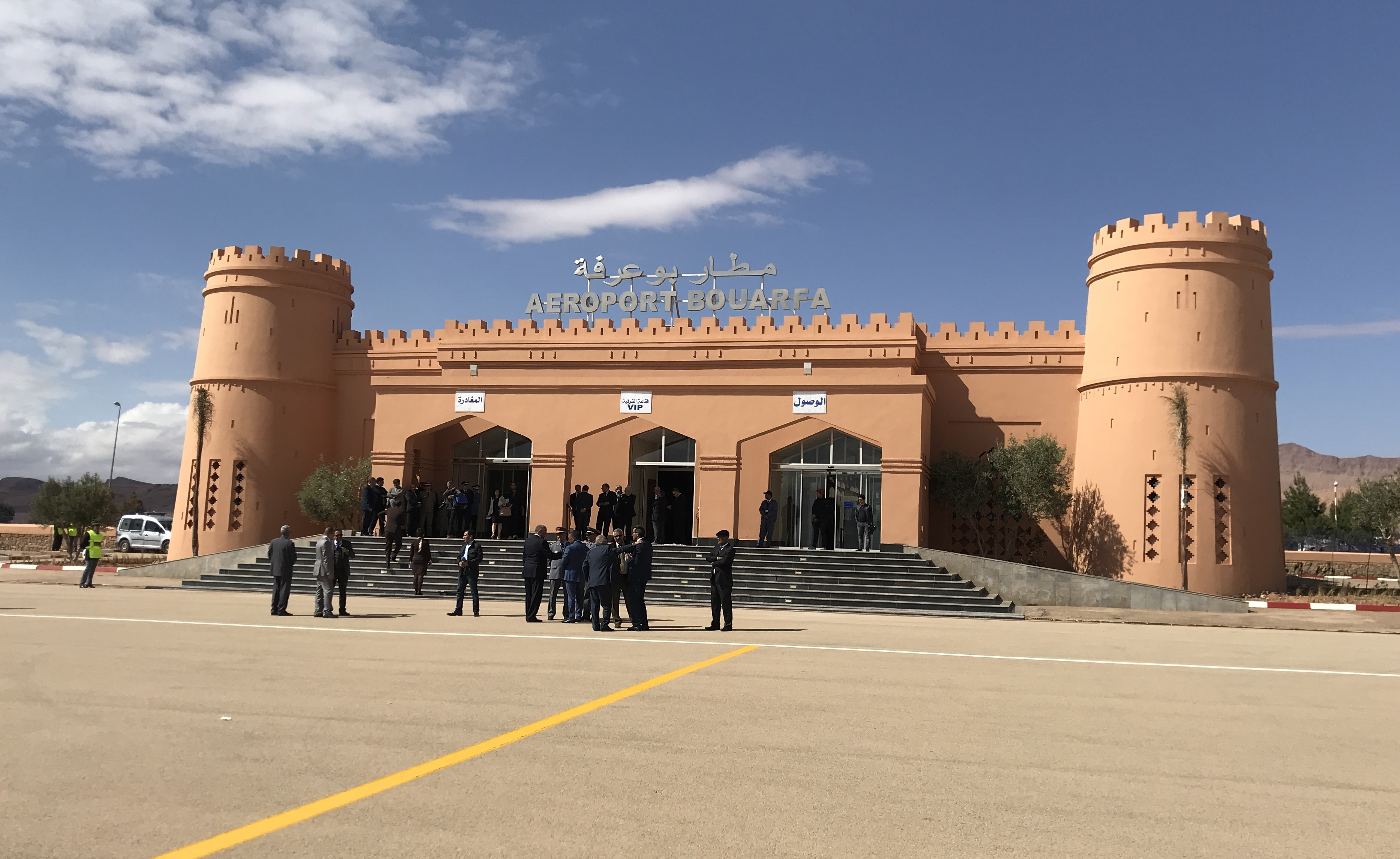
Imatge de l'aeroport de Bouarfa.

L'Aeroport de Bouarfa —en francès Aéroport de Bouarfa— (codi IATA: UAR, codi OACI: GMFB) és un aeroport públic del Marroc de vols no programats que serveix la vila de Bouarfa. Està situada a dos kilòmetres al sud-oest de la ciutat. És operat per l'Oficina Nacional dels Aeroports (ONDA).

## Infraestructura
L'aeroport té una pista d'aterratge de direcció 09/27, de 3.200 metres de llarg i 55 m d'ample amb superfície d'asfalt. Hi ha una terminal. El transport fora de l'aeroport es fa en taxi.